# Omeljan Pritsak
 (novembre 2019).
Si vous disposez d'ouvrages ou d'articles de référence ou si vous connaissez des sites web de qualité traitant du thème abordé ici, merci de compléter l'article en donnant les références utiles à sa vérifiabilité et en les liant à la section « Notes et références ».
Omeljan Pritsak (en ukrainien : Омелян Йосипович Пріцак), né le 7 avril 1919 à Luka (Kolomyja) (de) et mort le 29 mai 2006 à Boston, est un scientifique, philologue, orientaliste et historien ukrainien.

## Biographie
Omeljan Pritsak est né le 7 avril 1919 dans le village de Luka, dans la région de Lviv. 
Il meurt le 29 mai 2006 à Boston.